# Archaster
Famille
Genre
Synonymes
- Astropus Gray, 1840[1]

Archaster est un genre d'étoiles de mer de l'ordre des Valvatida, le seul de la famille des Archasteridae.

## Description et caractéristiques
Ce sont des étoiles régulières, pourvues de cinq bras triangulaires, et d'une face parfaitement plate. Les plaques abactinales sont paxilliformes (en pointes épineuses), avec des rangées midradiales élargies mais pas plus hautes, formant cinq lignes en étoile. Les interradius sont angulaires, les bras étroits basalement, aplatis sur le dessus et avec des plaques supero-marginales presque complètement verticales.
Ces étoiles vivent dans le sable, dans lequel elles peuvent s'enterrer et progresser grâce aux nombreuses épines plates et articulées qui bordent sa marge.
Ces espèces partagent presque la même écologie que les nombreuses espèces du genre Astropecten (également appelées « sand stars » en anglais), et la convergence évolutive les a rendues très similaires physiquement, alors qu'elles sont très éloignées génétiquement.

Cependant on peut distinguer les Archaster par certains critères :
- elle présentent une ligne radiale au milieu de chaque bras (composée de plaques carinales modifiées), contrairement aux Astropecten ;
- comme toutes les Valvatida, elles ont des podia pourvus de ventouses, alors que ceux des Astropecten sont pointus et incapables d'agripper ;
- elles ont des bras plus courts et plus larges, avec une surface légèrement moins plate ;
- Les Astropecten ont des épines plus nombreuses, de section ronde et pointues, alors que celles des Archaster sont aplaties et arrondies[3].

## Liste des espèces
Selon World Register of Marine Species (19 avril 2020) :
- Archaster angulatus Müller & Troschel, 1842 -- océan Indien de la mer Rouge à l'Australie occidentale
- Archaster lorioli Sukarno & Jangoux, 1977 -- Mascareignes et Seychelles
- Archaster typicus Müller & Troschel, 1840 -- Indo-Pacifique

## Galerie

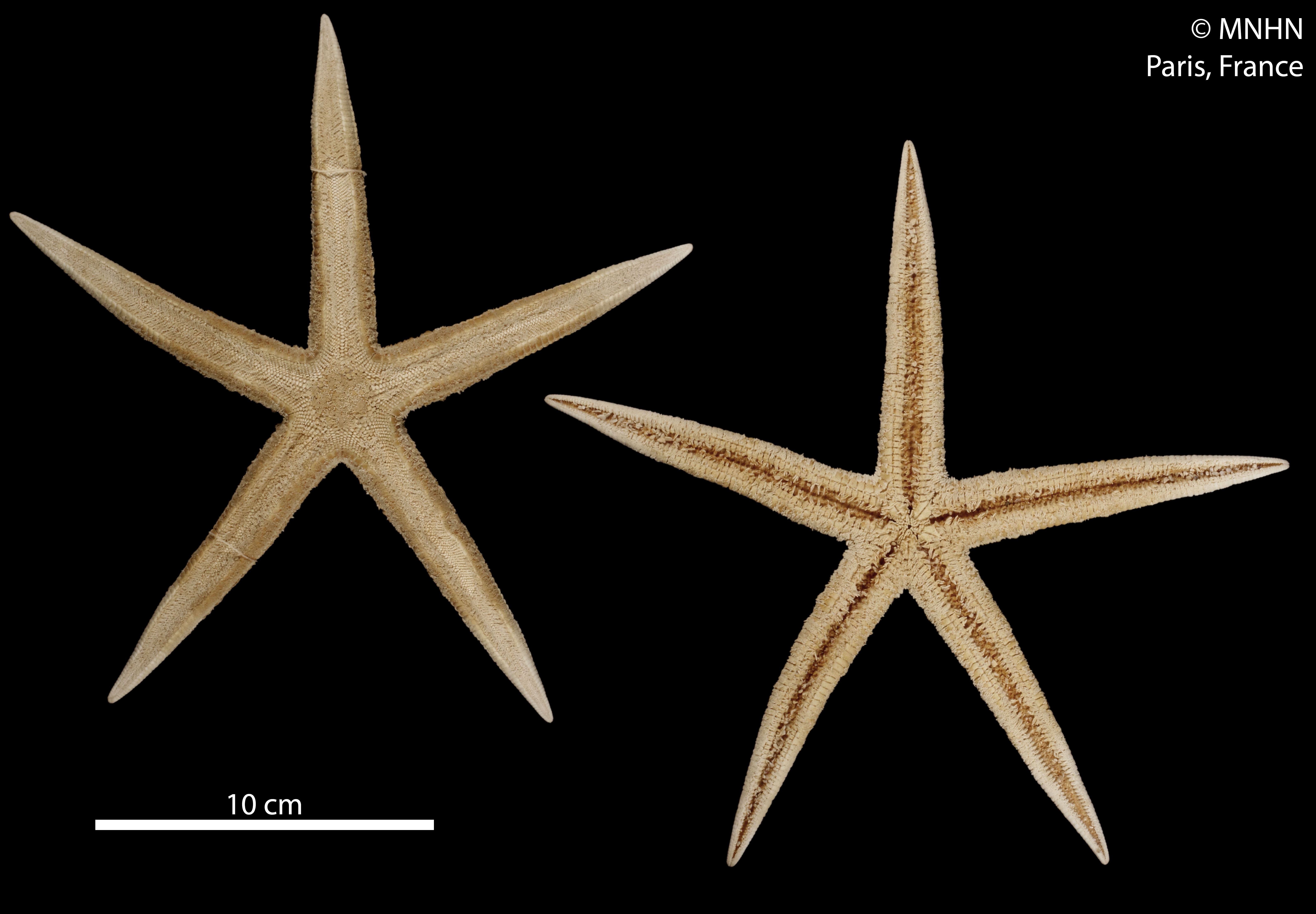
Archaster angulatus.
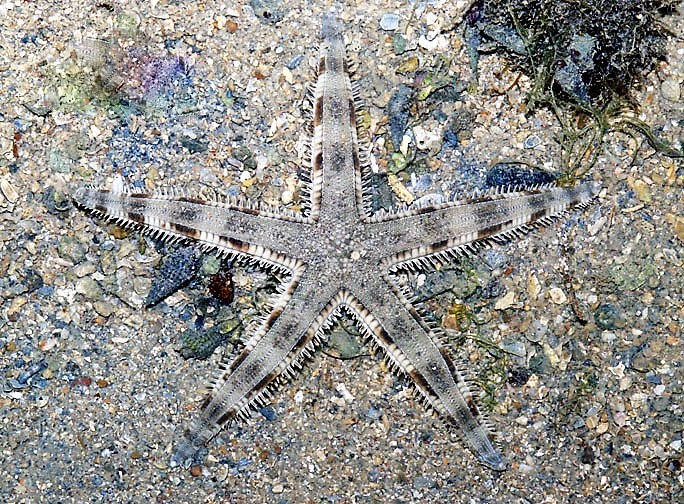
Archaster typicus.
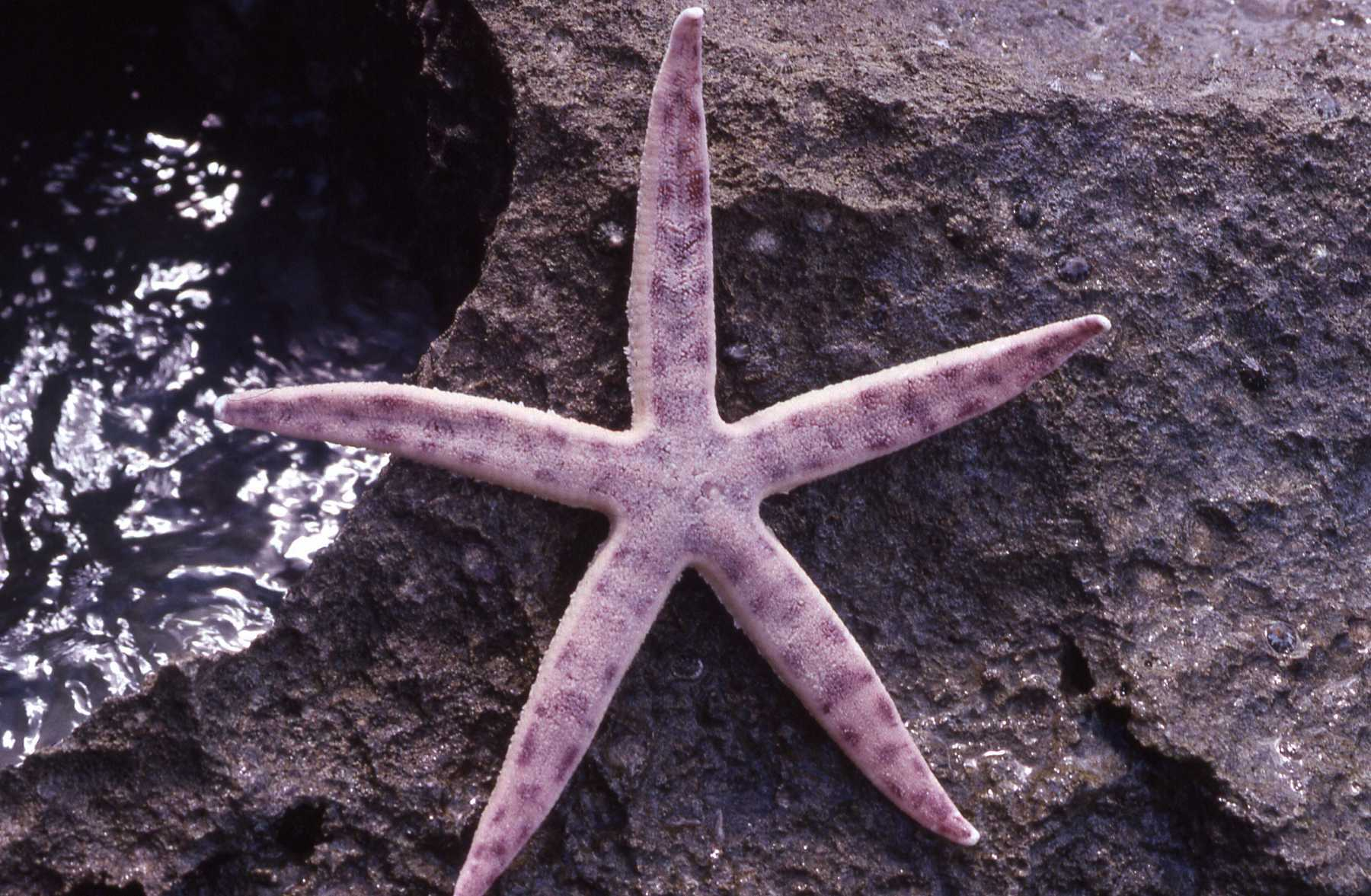
Archaster lorioli.
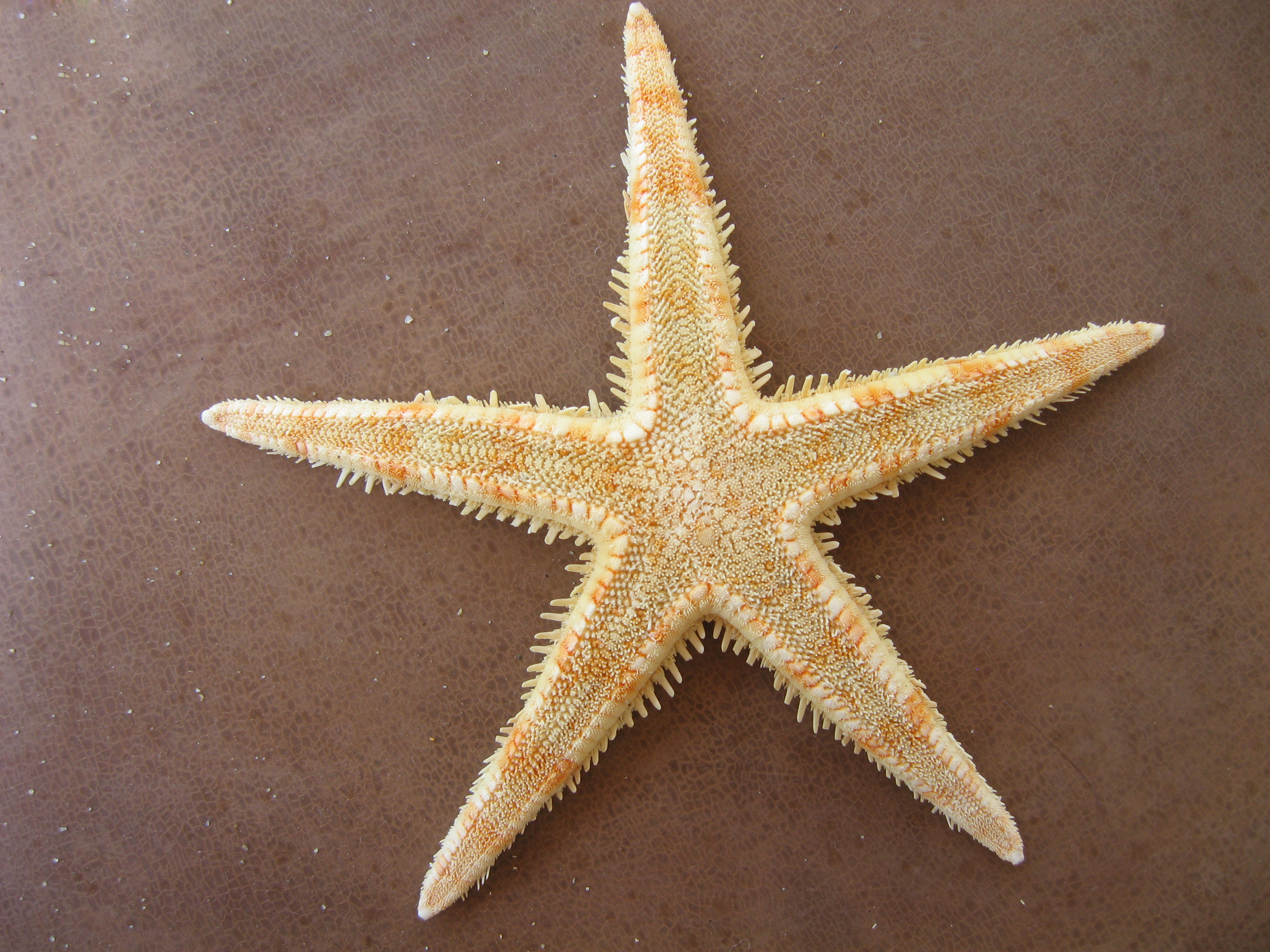
Spécimen séché d’Archaster.

## Publication originale
- (de) J. Müller et F. H. Troschel, « Ueber die Gattungen der Asterien », Archiv für Naturgeschichte, Berlin, Nicolaische Verlags-Buchhandlung, vol. 6,‎ 1840, p. 318-326 (ISSN 0365-6136, OCLC 1481989, lire en ligne).